# Jacky Terrasson

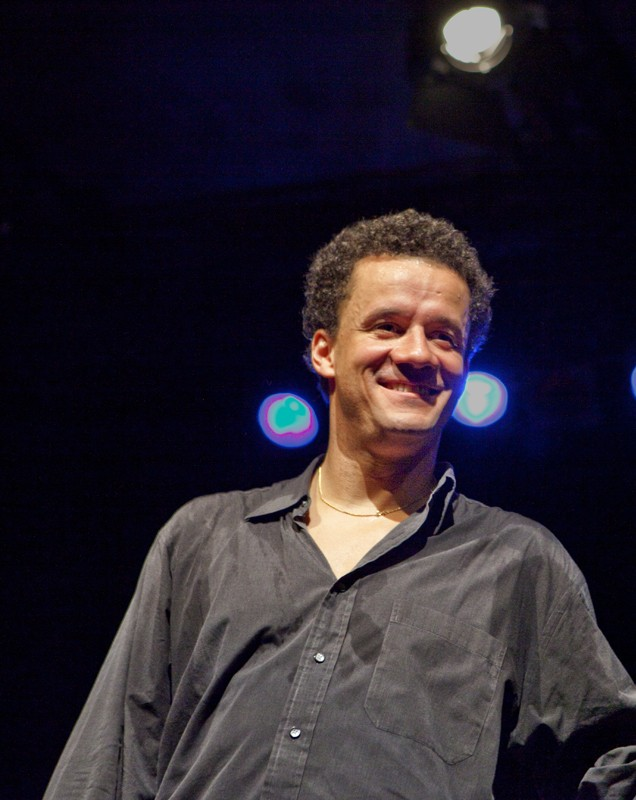
Jacky Terrasson

Jacques-Laurent Terrasson, beter bekend als Jacky Terrasson (Berlijn, 27 november 1966) is een jazzpianist in de postbop. 
Hij is geboren in Duitsland, maar zijn moeder is Amerikaans en zijn vader Frans. Hij studeerde aan het Berklee College of Music in Boston waarna hij in Chicago en New York in clubs speelde. 
In Nederland is hij vooral bekend als de oom van Kyteman.

## Discografie
- 1994 Jacky Terrasson, Blue Note
- 1994 Lover Man
- 1996 Reach, Blue Note
- 1997 Rendezvous met Mino Cinelu, Kenny Davis, Lonnie Plaxico, Cassandra Wilson, Blue Note
- 1998 Alive, Blue Note
- 1999 What It Is met Michael Brecker, Jay Collins, Xiomara Laugart, Gregoire Maret, Blue Note
- 1999 Where It's At, EMI
- 2001 A Paris..., Blue Note
- 2001 Moon & Sand, Jazz Aux Remparts
- 2002 Lover Man, Venus
- 2002 Smile, Blue Note
- 2003 Into the Blue met Emmanuel Pahud, Blue Note
- 2007 Mirror, EMI